# Eremia Grigorescu
Eremia-Teofil Grigorescu (n. 28 noiembrie 1863, Târgu Bujor, România – d. 21 iulie 1919, București, România) a fost unul dintre generalii Armatei României din Primul Război Mondial.
În timpul primului război mondial a îndeplinit funcții de comandant de divizie și de armată, în campaniile anilor 1916 și 1917. Pentru modul cum a comandat trupele din subordine în Prima bătălie de la Oituz, A doua bătălie de la Oituz și Bătălia de la Mărășești a fost decorat cu Ordinul „Mihai Viteazul”, clasa III, și clasa II, fiind unul din cei patru ofițeri români decorați cu această clasă, alături de generalii Constantin Prezan, Alexandru Averescu și Gheorghe Mărdărescu.
Pentru o scurtă perioadă a fost ministru de război în guvernul condus de generalul Constantin Coandă, în perioada 24 octombrie - 28 noiembrie 1918.
A murit în iulie 1919, din cauza gripei spaniole. A fost înmormântat inițial în cimitirul ostașilor de la Mărășești, osemintele fiindu-i mutate ulterior la Mausoleul de la Mărășești.

## Biografie

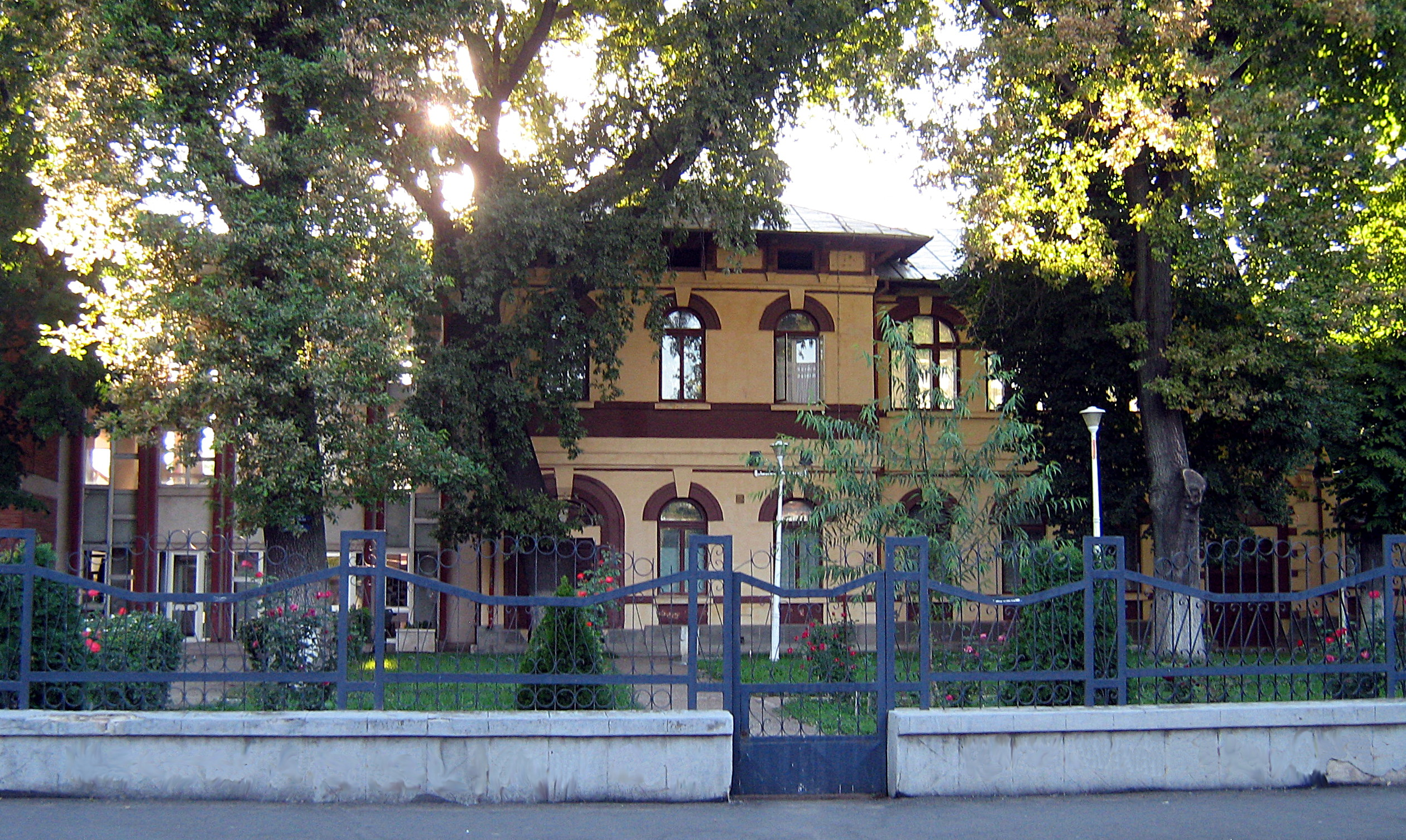
Liceul Vasile Alecsandri din Galați, astăzi

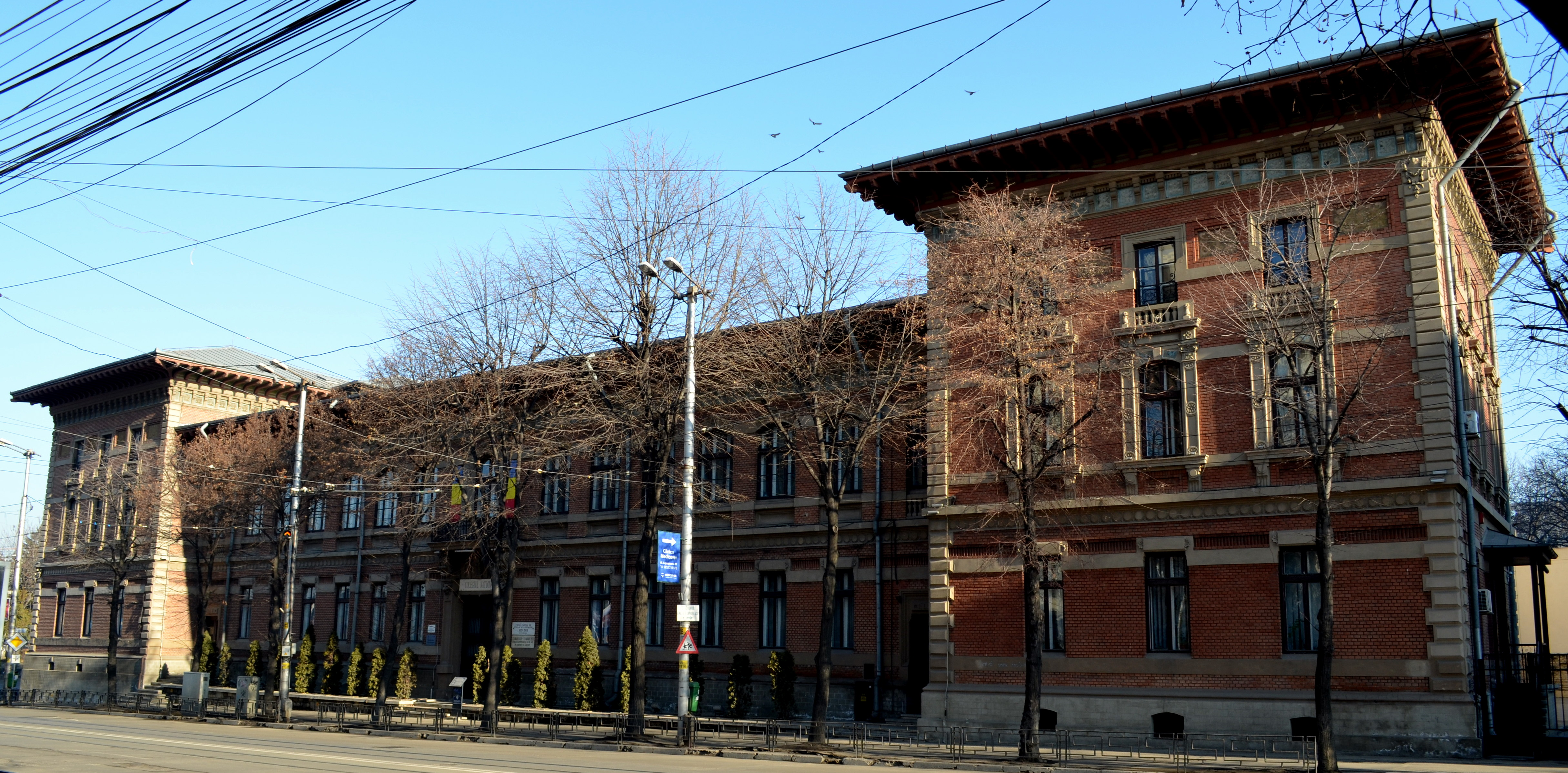
Liceul Național din Iași, astăzi

Eremia Grigorescu s-a născut în familia unui învățător de țară dintr-un sat de lângă Târgu Bujor, fiind cel mai mic dintre cei 4 copii ai familiei. A urmat școala primară și gimnaziul la Liceul Vasile Alecsandri din Galați, între 1870-1878, iar ulterior Liceul Național din Iași, între 1878-1881. În pofida dificultăților materiale cauzate de decesul timpuriu al tatălui său, reușește să-și finalizeze studiile gimnaziale și liceale. După susținerea bacalaureatului s-a înscris la Facultatea de Medicină și de Științe din cadrul Universității din Iași. 
Pentru a se putea întreține în facultate a fost nevoit să dea meditații, prilej cu care a cunoscut-o pe viitoarea sa soție, Elena Arapu, care provenea dintr-o familie de militari. Acest fapt l-a determinat să renunțe la studierea medicinei și să aleagă cariera militară, în urma admiterii în anul 1882 la Școala Militară de Infanterie și Cavalerie, din București.
La terminarea școlii militare se va căsători cu Elena Arapu, la 15 noiembrie 1886, devenită între timp profesoară de matematică, în urma absolvirii Universității din Iași (a fost prima femeie absolventă a acestei universități). Împreună au avut cinci copii: Traian, viitor general de artilerie, Romulus, deputat liberal, fost ofițer demisionat din armată la gradul de căpitan, Aurelian, inginer, Lucreția - căsătorită cu profesorul universitar Ioan Ursu și Margareta - căsătorită cu viitorul colonel medic Constantin Mihăilescu.:p. 145

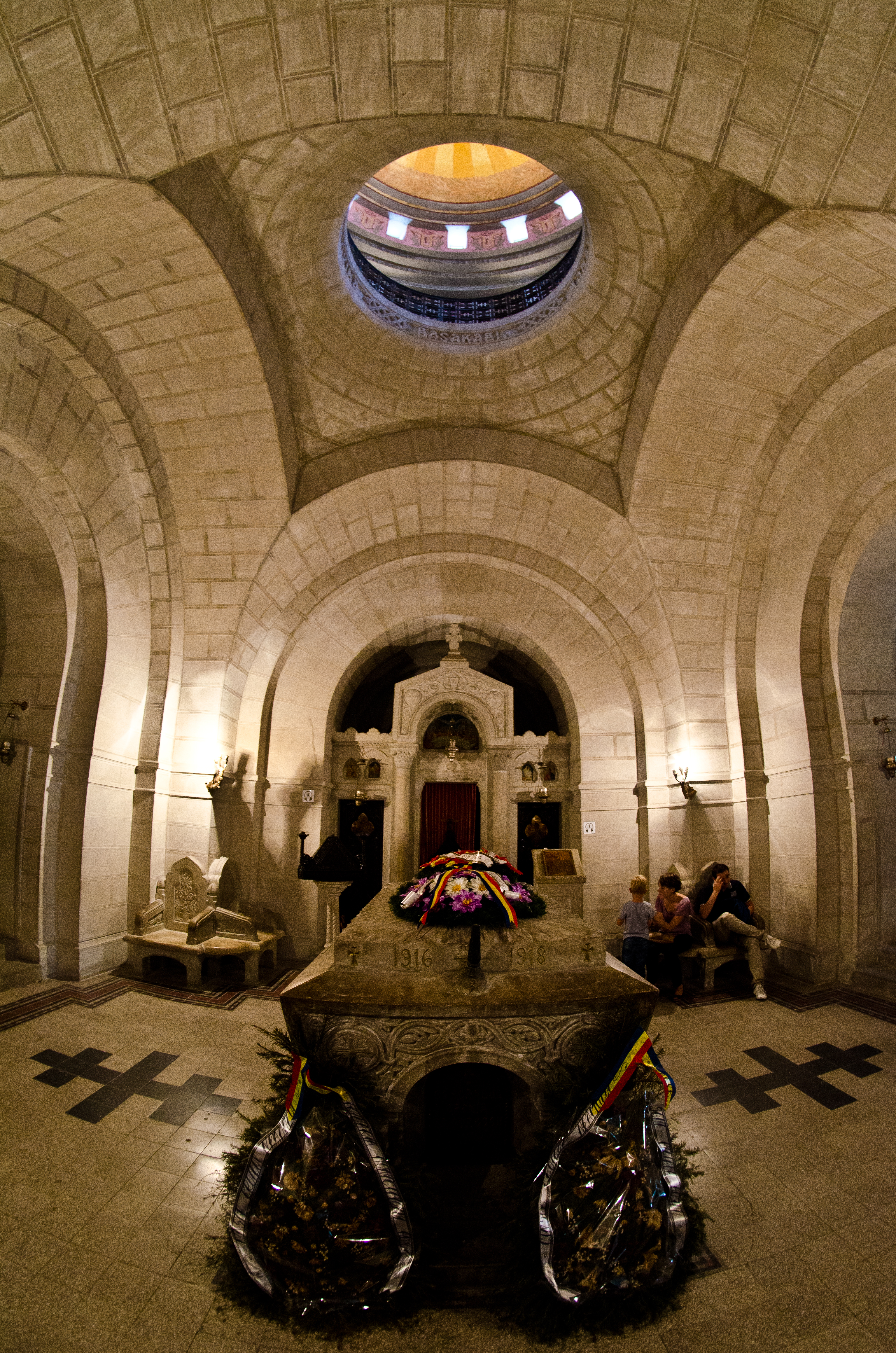
Sarcofagul Generalului Eremia Grigorescu din camera centrală a Mausoleului de la Mărășești

În perioada primului război mondial, o cunoaște pe Elena Negropontes, fiica lui George Ulise Negropontes, în conacul căreia din Oituz fusese instalat comandamentul Diviziei 15 Infanterie. Din această relație s-a născut la Bârlad, la 20 noiembrie 1917, un copil, Dan Ulise Grigorescu, devenit peste ani un apreciat artist fotograf. În anul 1918 Eremia Grigorescu a divorțat de soție și s-a căsătorit cu Elena Negropontes, recunoscând totodată și copilul. 
în anul 1919, cu puțin înaintea morții generalului, Elena și Eremia Grigorescu au fost nași de căsătorie a  căpitanului de artilerie Ion Tâmpeanu cu cea care avea să devină celebra Elena Lupescu.:p. 147
Generalul Eremia Grigorescu s-a îmbolnăvit de gripă spaniolă si a murit pe 21 iulie 1919, la vârsta de 55 de ani, la București. Ulterior, la 29 august 1924, a fost reînhumat în sarcofagul central din Mausoleul de la Mărășești. Pe placa tombală este înscrisă inscripția: „Străjerii de la Poarta Moldovei, care au pus stavilă poporului vrăjmaș făcând stâncă împrejurul meu, am scris cu sânge pe crestele de la Slănic, Oituz și Cașin: «Pe aici nu se trece»”.:p. 149

## Cariera militară
După absolvirea școlii militare de ofițeri cu gradul de sublocotenent, Eremia Grigorescu a ocupat diferite poziții în cadrul unităților de artilerie (comandant de subunitate în Regimentele 2, 6, 10, 11, 9 și 1 Artilerie, Director al Pulberăriei Armatei) sau în eșaloanele superioare ale armatei: director al Artileriei în Ministerul de Război (1903-1907), comandant al Școlii de Ofițeri de Artilerie, Geniu și Marină (1907-1910), director al Direcției personal din Ministerul de Război (1910-1914), comandant al Brigăzii 3 Artilerie, comandant al Diviziei 14 Infanterie (1915); comandant al Diviziei 15 Infanterie (1915-1917); comandant al Corpului 5 Teritorial (1916).

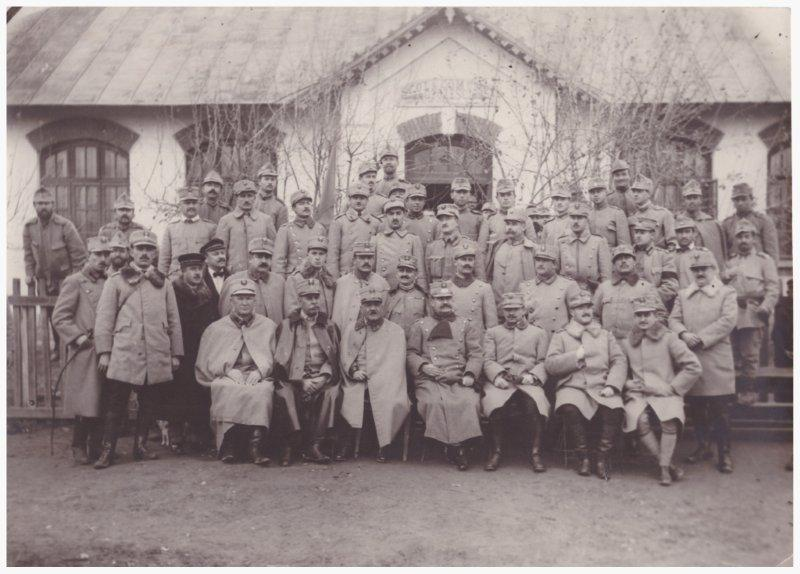
Generalul Eremia Grigorescu în fața școlii comunale Grozești în 1916

În perioada Primului Război Mondial, a îndeplinit funcțiile de comandant al: Diviziei 15 Infanterie în perioada 14/27 august 1916 - 25 decembrie 1916/7 ianuarie 1917, Corpului II Armată, în perioada 25 decembrie 1916/7 ianuarie 1917 - 28 decembrie 1916/10 ianuarie 1917, Corpului IV Armată, în perioada 1/13 ianuarie - 11/24 iunie 1917, Corpului VI Armată, în perioada 11/24 iunie - 30 iulie/12 august 1917 și Armatei 1 în perioada 30 iulie/12 august - 1/13 iulie 1918.
S-a distins în mod special în cursul Primei bătălii de la Oituz și celei de-a doua bătălie de la Oituz, fiind decorat cu Ordinul „Mihai Viteazul”, clasa III, pentru modul cum a condus Divizia 15 Infanterie,  fiind unul dintre primii generali decorați cu acest ordin (al doilea decret pentru generali, împreună cu generalul Paraschiv Vasilescu).
După Bătălia de la Mărășești, a vorbit armatei și a rostit aceste cuvinte memorabile:
„Timp de aproape două luni, prin rezistența îndârjită ce ați opus cu piepturile voastre la Mărășești și Muncelu năvălirii dușmanului cotropitor, ați făcut să se întunece visurile de cucerire ușoară a părții ce ne-a mai rămas din scumpa noastră țară. La Siret, în focul urii răzbunătoare, nesocotind lipsa sângelui, ați smuls biruința cea mare, ați făcut să reînvie în mintea tuturor amintirea glorioasă a străbunilor noștri, ați atras admirația lumii întregi. Din sângele vostru se va ridica, curat și măreț, o țară românească a tuturor românilor.” 

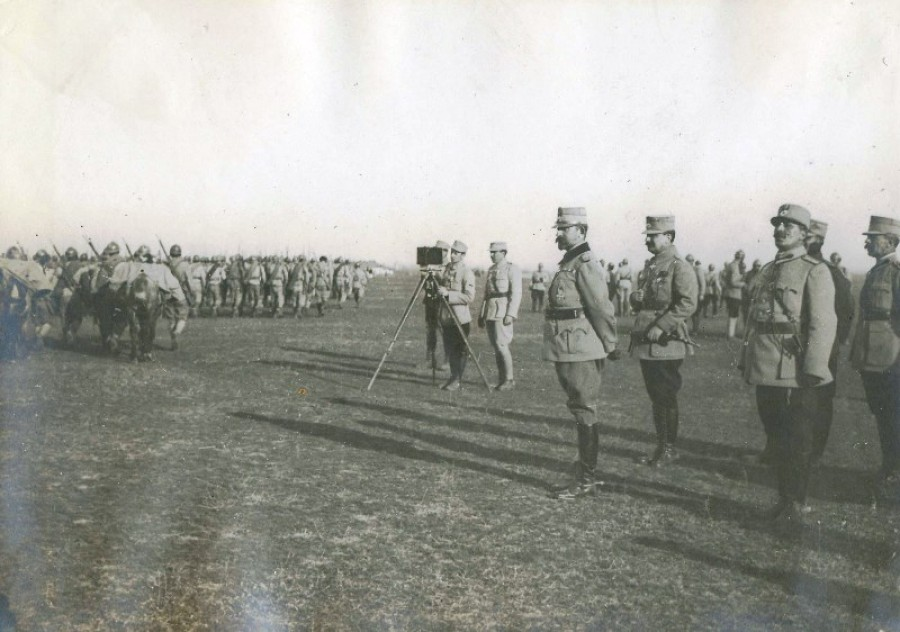
Generalul Eremia Grigorescu alături de Regele Ferdinand asistând la defilarea voluntarilor ardeleni în vara anului 1917

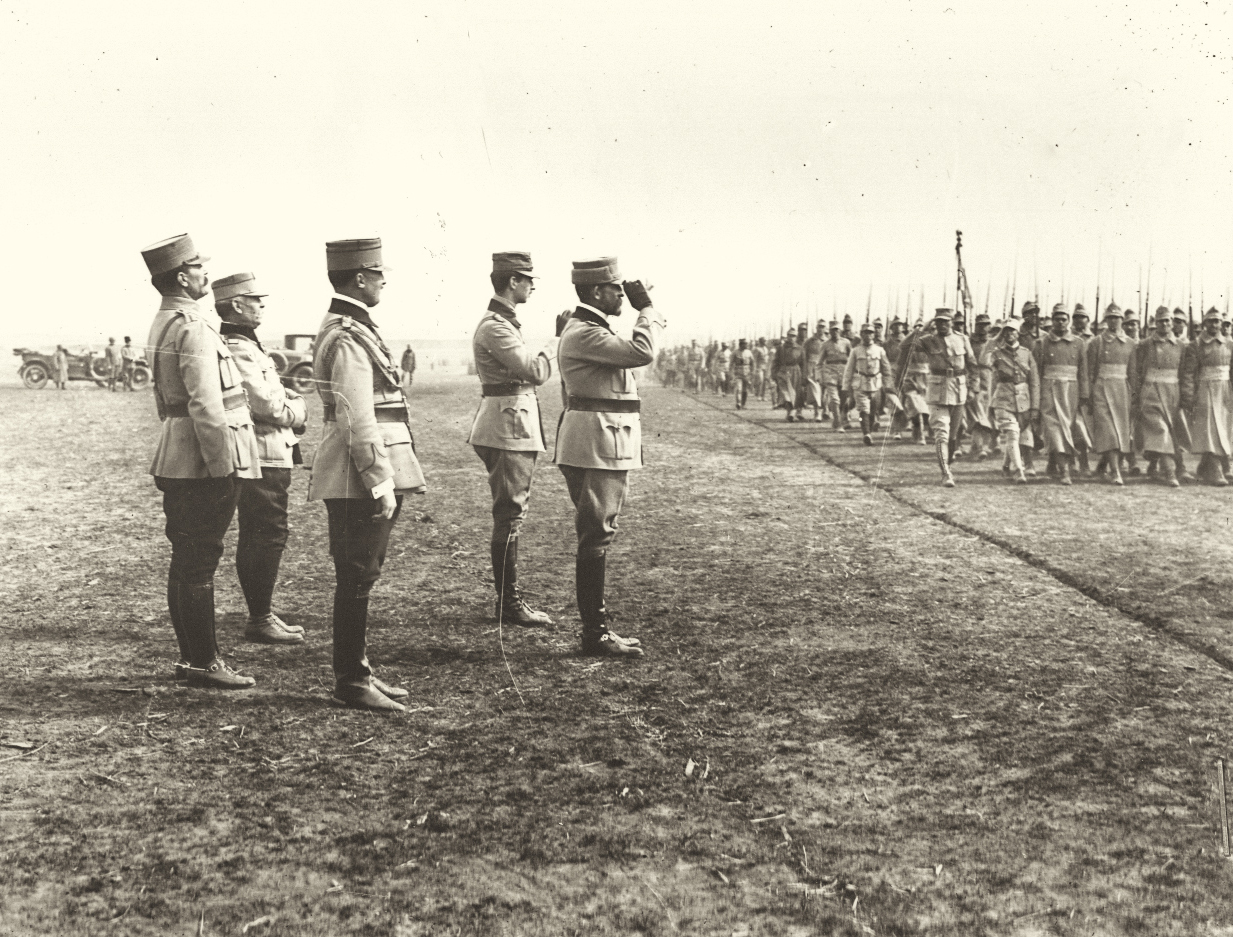
Generalul Eremia Grigorescu alături de Regele Ferdinand și de Principele Carol, primind defilarea trupelor armatei după depunerea jurământului în vara anului 1917

A fost decorat:
„Pentru dispozițiunile judicioase date în ordinele de operațiune contra unui dușman mult superior în număr, infiltrând trupei prin energia și curajul său personal, încrederea în victorie.”
Înalt Decret no. 3055 din 27 octombrie 1917:p. 61
Pentru modul cum a condus Armata 1 în Bătălia de la Mărășești din vara anului 1917 a fost decorat cu clasa II a ordinului Mihai Viteazul . 
„Pentru vitejia și destoinicia cu care a reușit să stăvilească ofensiva germană de la Mărășești, în vara anului 1917, luând comanda armatei în condițiuni foarte grele.”
Înalt Decret no. 227 din 12 februarie 1918:p. 51

## Lucrări
- Arma model 1893. Raportul Nr. 402 înaintat Comitetului consultativ al Infanteriei, de Maiorul E. Grigorescu, directorul Pulberăriei Armatei. București (I. V. Socecu), 1902
- Studiul balistic al armei model, 1893 de Maiorul E. Grigorescu, Directorul Pulberăriei Armatei. București (I. V. Socecu), 1902
- Tunul revolver Hotchkiss (1885-1886)
- Calculul probabilităților cu aplicare la gurile de foc (1898)

În colaborare:
- Conferințe asupra Studiului Balistic al Armei Model 1893 de Profesor: Maior Grigorescu Eremia. Adjutor: Căpitan Vladescu Ioan. Craiova (Ștab. Industrial de Arte Grafice Ralian și Ignat Samitca), 1904[10]

## Decorații

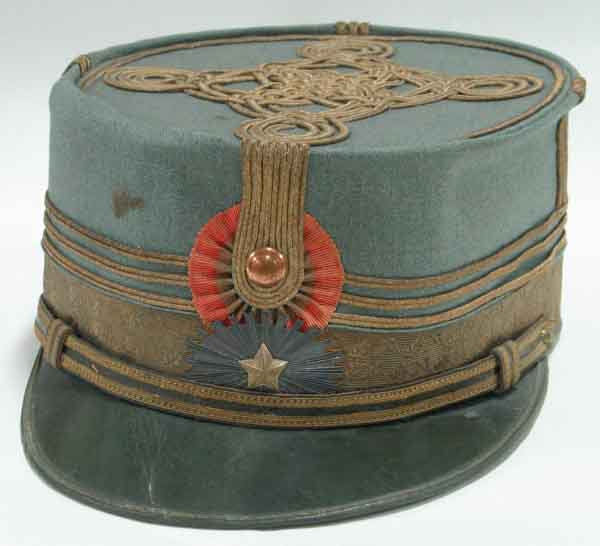
Chipiu care a aparținut lui Eremia Grigorescu.

- Ordinul „Coroana României”, în grad de ofițer (1911)
- Ordinul „Steaua României”, în grad de ofițer (1912)
- Medalia „Avântul Țării”, (1914)
- Medalia Bărbăție și Credință, cu distincția „Campania din Bulgaria 1913” (1913)
- Medalia „Serviciul Credincios” (1914)[1]:p. 431
- Ordinul „Mihai Viteazul”, clasa III, 27 octombrie 1916[9]:p. 61
- Ordinul „Mihai Viteazul”, clasa II, 12 februarie 1918[9]:p. 51
- Ordinul „Coroana României”, cu spade, în grad de mare cruce
- Ordinul „Steaua României”, cu spade, în grad de mare cruce
- Crucea „Regina Maria”
- Ordinul Legiunea de Onoare, în grad de mare ofițer (Franța)
- Ordinul Sfântul Stanislas, clasa I (Rusia)
- Ordinul Sfântul Gheorghe, clasa IV, ianuarie 1917 (Rusia)
- Ordinul Sfânta Ana, cu spade, în grad de mare ofițer, (Rusia)
- Ordinul „Companion of the Bath” (Marea Britanie)[11]

## Recunoașteri

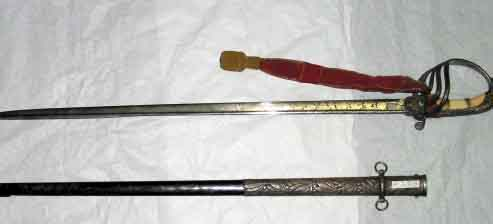
Sabie de onoare conferită generalului Eremia Grigorescu.

În prezent Școala de Aplicație pentru Unități Sprijin de Luptă din Sibiu se numește „General Eremia Grigorescu”.
Mai multe străzi din diferite localități și un cartier din Cluj-Napoca îi poartă numele. Un monument al său se găsește în cimitirul eroilor din Oituz iar la Timișoara a fost ridicată o statuie, operă a sculptorului Oscar Späthe.
În 1918 a primit o sabie de onoare oferită de împăratul Japoniei, având inscripția „Voi sunteți care scrieți istoria Țării”. O altă sabie de onoare i-a fost oferită, în noiembrie 1918, de corpul profesoral din Universitatea din Iași, având inscripția: „Generalului Eremia Grigorescu, care a făcut scut de apărare Țării, pecetluind vechea faimă a Neamului Românesc cu sângele bravilor ostași pe care i-a condus în luptele de la Oituz și Mărășești”.